# Ponto Chic
Ponto Chic es un bar y cafetería ubicado en el Largo de Paysandú en la zona central de la ciudad de Sao Paulo, Brasil. Fue fundado el 24 de marzo de 1922 por Odílio Cecchini y Antonio Milanese.

## Historia
Odilio Cecchini era parte del directorio de la Sociedade Esportiva Palestra Itália (desde 1942 es la Sociedade Esportiva Palmeiras). Su socio Antônio Milanese murió en combate mientras era voluntario en la Revolución Constitucionalista de 1932.
El establecimiento estaba ubicado en un edificio de tres pisos y tenía mesas y mostrador de mármol de Carrara así como azulejos y cristales importados. Era frecuentado por hombres de la alta sociedad, bien vestidos, que discutían ahí de política, arte, economía, deportes, etc. En los pisos superiores había un local llamado "Madame Fifi com suas francesas". Por muchos años fue un punto de encuentro de hinchas del Palmeiras.
Fue en Ponto Chic que Casimiro Pinto Neto, en 1937, creó el sándwich conocido como Bauru, cuyo nombre hace referencia a su ciudad natal en el interior del estado de São Paulo.
La verdadera receta del Bauru de Ponto Chic incluye pan francés con finas lonchas de rosbif, tomate en rodajas, pepinillo y una mezcla de 4 tipos de quesos fundidos en baño maría (queijo prato, estepe, gouda y suizo).
Actualmente existen tres locales de Ponto Chic en São Paulo ubicados en los barrios de Paysandú, Perdizes y Paraíso.